# Bob Houbregs
Bob Houbregs (* 12. März 1932 in Vancouver, British Columbia; † 28. Mai 2014) war ein kanadischer Basketballspieler.

## Karriere
Houbregs begann seine Karriere im College-Basketball für die University of Washington. 1951 bis 1953 führte er das Team zu drei Titeln in der Pacific Coast Conference. 1952 wurde er ins NCAA All-American Second Team, 1953 ins All-American First Team gewählt. Er meldete sich für die NBA-Draft 1953 an, in der ihn die Milwaukee Hawks an zweiter Stelle auswählten. Ende November 1953 wurde er im Austausch gegen Max Zaslofsky zu den Baltimore Bullets transferiert. Ein Jahr später wählten ihn die Boston Celtics im auf die Auflösung der Bullets folgenden Dispersal Draft. Einen Monat später verpflichteten ihn die Fort Wayne Pistons. Nach dem Umzug des Franchise nach Detroit beendete er 1958 dort seine NBA-Karriere. 1987 wurde er in die Naismith Memorial Basketball Hall of Fame aufgenommen.